# Direktorium (Gremium)
Als Direktorium bezeichnet man ein Gremium, das mehrere Direktoren einer Organisation umfasst, so zum Beispiel das Direktorium der Schweizerischen Nationalbank. Eine Entsprechung im Englischen ist Board of Directors.
- Historisch wurde das oberste politische Leitungsgremium in Böhmen, der Schweiz und in Frankreich als Direktorium bezeichnet.
- Heute wird damit insbesondere das Direktorialsystem der Schweiz gemeint.
- Als Rat der Direktoren (Совет директоров, Sowjet Direktorow) wird im Russischen der Aufsichtsrat eines Unternehmens bezeichnet; eine bessere Übersetzung von Совет директоров wäre Direktoriumsbeirat (dem Direktorium beigeordneter Aufsichtsrat).